# Allende, Nuevo León
Allende är en kommunhuvudort i Mexiko.   Den ligger i kommunen Allende och delstaten Nuevo León, i den centrala delen av landet, 700 km norr om huvudstaden Mexico City. Allende ligger 447 meter över havet och antalet invånare är 22 609.
Terrängen runt Allende är varierad. Runt Allende är det ganska glesbefolkat, med 32 invånare per kvadratkilometer. Allende är det största samhället i trakten. Omgivningarna runt Allende är en mosaik av jordbruksmark och naturlig växtlighet.